# (4275) Bogustafson
(4275) Bogustafson (1981 EW14) – planetoida z grupy pasa głównego asteroid okrążająca Słońce w ciągu 4,33 lat w średniej odległości 2,65 j.a. Odkryta 1 marca 1981 roku.